# Klyxum echinatum
Klyxum echinatum är en korallart som först beskrevs av Tixier-Durivault 1970.  Klyxum echinatum ingår i släktet Klyxum och familjen Alcyonidae. Inga underarter finns listade i Catalogue of Life.